# Inkom
Inkom is een plaats (city) in de Amerikaanse staat Idaho, en valt bestuurlijk gezien onder Bannock County.

## Demografie
Bij de volkstelling in 2000 werd het aantal inwoners vastgesteld op 738.
In 2006 is het aantal inwoners door het United States Census Bureau geschat op 668, een daling van 70 (-9,5%).

## Geografie
Volgens het United States Census Bureau beslaat de plaats een oppervlakte van
1,7 km², geheel bestaande uit land. Inkom ligt op ongeveer 1373 m boven zeeniveau.

## Plaatsen in de nabije omgeving
De onderstaande figuur toont nabijgelegen plaatsen in een straal van 32 km rond Inkom.